# Davidoff Swiss Indoors 2006
Davidoff Swiss Indoors 2006 — тенісний турнір, що проходив на кортах з твердим покриттям у місті Базель, Швейцарія з 23 жовтня . Належав до категорії ATP International Series, був турніром серії Swiss Indoors 2006 року.

## Фінальна частина

### Одиночний розряд
Роджер Федерер —  Фернандо Гонсалес 6–3, 6–2, 7–6(7–3)

### Парний розряд
Марк Ноулз (тенісист) /  Деніел Нестор —  Маріуш Фирстенберг /  Марцин Матковський 4–6, 6–4, [10–8]